# Nîmes Olympique 1971-1972
Questa voce raccoglie le informazioni riguardanti il Nîmes Olympique nelle competizioni ufficiali della stagione 1971-1972.

## Stagione
Nel corso del campionato, il Nîmes inseguì la capolista Olympique Marsiglia concludendo il girone di andata con quattro punti di svantaggio sui foceensi e, nelle giornate immediatamente successive, compiendo una rimonta che lo porterà a due lunghezze dalla vetta. Perso lo scontro diretto alla ventottesima giornata, i coccodrilli occuparono in pianta stabile la seconda posizione, confermando con due gare di anticipo la propria partecipazione in Coppa UEFA. Nella prima edizione della terza competizione europea, i coccodrilli vennero eliminati ai trentaduesimi dal Vitória Setúbal per un gol subìto nella gara casalinga di ritorno, che permetterà ai portoghesi di avanzare grazie alla regola dei gol fuori casa.
Il cammino del Nîmes in Coppa di Francia si fermò ai sedicesimi di finale: dopo aver esordito eliminando una squadra amatoriale, nel turno successivo i Crocodiles vennero sconfitti per 3-1 dal Nizza.

## Maglie e sponsor
Lo sponsor tecnico per la stagione 1971-1972 è Le Coq Sportif, mentre lo sponsor ufficiale è Cacharel.
| Manica sinistra · Manica sinistra · Maglietta · Maglietta · Manica destra · Manica destra · Pantaloncini · Pantaloncini · Calzettoni |

## Rosa
| N. |                    | Ruolo | Calciatore         |
| -- | ------------------ | ----- | ------------------ |
|    | Francia (bandiera) | P     | Louis Landi        |
|    | Francia (bandiera) | P     | Henri Malabave     |
|    | Francia (bandiera) | P     | Gérard Martinelli  |
|    | Francia (bandiera) | D     | Jean-Pierre Adams  |
|    | Francia (bandiera) | D     | Henri Augé         |
|    | Francia (bandiera) | D     | Jean-Pierre Betton |
|    | Francia (bandiera) | D     | Bernard Boissier   |
|    | Italia (bandiera)  | D     | Giancarlo Canetti  |
|    | Francia (bandiera) | D     | André Kabile       |
|    | Francia (bandiera) | D     | Michel Odasso      |
|    | Francia (bandiera) | C     | Marcel Boyron      |
|    | Francia (bandiera) | C     | Jacques Combettes  |

| N. |                    | Ruolo | Calciatore           |
| -- | ------------------ | ----- | -------------------- |
|    | Francia (bandiera) | C     | Pierre Dell'Oste     |
|    | Marocco (bandiera) | C     | Mohamed Maaroufi     |
|    | Francia (bandiera) | C     | Jean-Marie Marcellin |
|    | Francia (bandiera) | C     | Denis Mathieu        |
|    | Francia (bandiera) | C     | Michel Mézy          |
|    | Francia (bandiera) | C     | Attilio Moretti      |
|    | Francia (bandiera) | A     | Jacques Bonnet       |
|    | Francia (bandiera) | A     | Simon Iniesta        |
|    | Romania (bandiera) | A     | Ion Pîrcălab         |
|    | Francia (bandiera) | A     | Jacky Vergnes        |
|    | Romania (bandiera) | A     | Florea Voinea        |

## Risultati

### Coppa UEFA
| Arbitro: | Geluck |

|                  |           |  |
| Torres 5’ (rig.) | Marcatori |  |

| Arbitro: | Nystrand |

|                              |           |            |
| Machado 58’ (aut.) Adams 89’ | Marcatori | 24’ Torres |